# House of Hummingbird
Pour plus de détails, voir Fiche technique et Distribution.
House of Hummingbird (벌새, Beolsae) est un film sud-coréen réalisé par Kim Bo-ra, sorti en 2018.

## Synopsis
En 1994 à Seoul, Eun-hee, quatorze ans, cherche l'amour.

## Fiche technique
- Titre : House of Hummingbird
- Titre original : 벌새 (Beolsae)
- Réalisation : Kim Bo-ra
- Scénario : Kim Bo-ra
- Musique : Matija Strnisa
- Photographie : Kang Guk-hyun
- Montage : Zoe Sua Cho
- Production : Zoe Sua Cho et Kim Bo-ra
- Société de production : Epiphany et Mass Ornament Films
- Pays :  Corée du Sud
- Genre : Drame
- Durée : 138 minutes
- Dates de sortie : 
  -  Corée du Sud : 6 octobre 2018 (Festival international du film de Busan), 29 août 2019

## Distribution
- Park Ji-hu : Eun-hee
- Kim Sae-byeok : Yong-ji
- Jeong In-gi : le père d'Eun-hee
- Lee Seung-yun : la mère d'Eun-hee
- Park Soo-yeon : Su-hee
- Son Sang-yeon : Dae-hoon
- Park Yoon-hee : le professeur
- Jung Yoon-seo : Ji-wan

## Distinctions
Le film a été nommé pour cinq Blue Dragon Film Awards et a reçu celui du meilleur scénario.